# Hans Grenzel
Karl Albert Hans Grenzel (* 21. September 1903 in Rixdorf, heute Berlin-Neukölln; † 27. Mai 1980 ebenda) war ein deutscher Fußballspieler.

## Karriere
Der Mittelstürmer gehörte zu jener Hertha-Elf, welche zum Ende der 1920er-Jahre den deutschen Fußball mitbestimmte, aber im Finale meist das Nachsehen hatte. In den deutschen Meisterschafts-Endrunden 1926 bis 1928 drang Grenzel mit den Blau-Weißen jeweils bis ins Endspiel vor, musste sich dort jedoch jedes Jahr aufs Neue geschlagen geben. Nachdem der mehrfache Auswahlspieler für Berlin/Brandenburg beim vierten erfolglosen Anlauf 1929 nicht mehr zum Zuge gekommen war, ging auch die Endrunde im folgenden Jahr weitgehend ohne seine Beteiligung vonstatten. Immerhin trug Grenzel im Viertelfinale gegen die SpVgg Sülz 07 noch einmal das Hertha-Dress und durfte sich somit rühmen, ebenfalls seinen Beitrag zum zuletzt doch noch geglückten Titelgewinn der Berliner geleistet zu haben.
Insgesamt bestritt Grenzel 16 Spiele in Endrunden um die deutsche Meisterschaft, wobei er zehn Tore erzielte. In der Endrunde 1928 erzielte er sieben Treffer und damit neben dem Hamburger Otto Harder die meisten.

## Erfolge
- Deutscher Meister 1930